# 麒麟送子

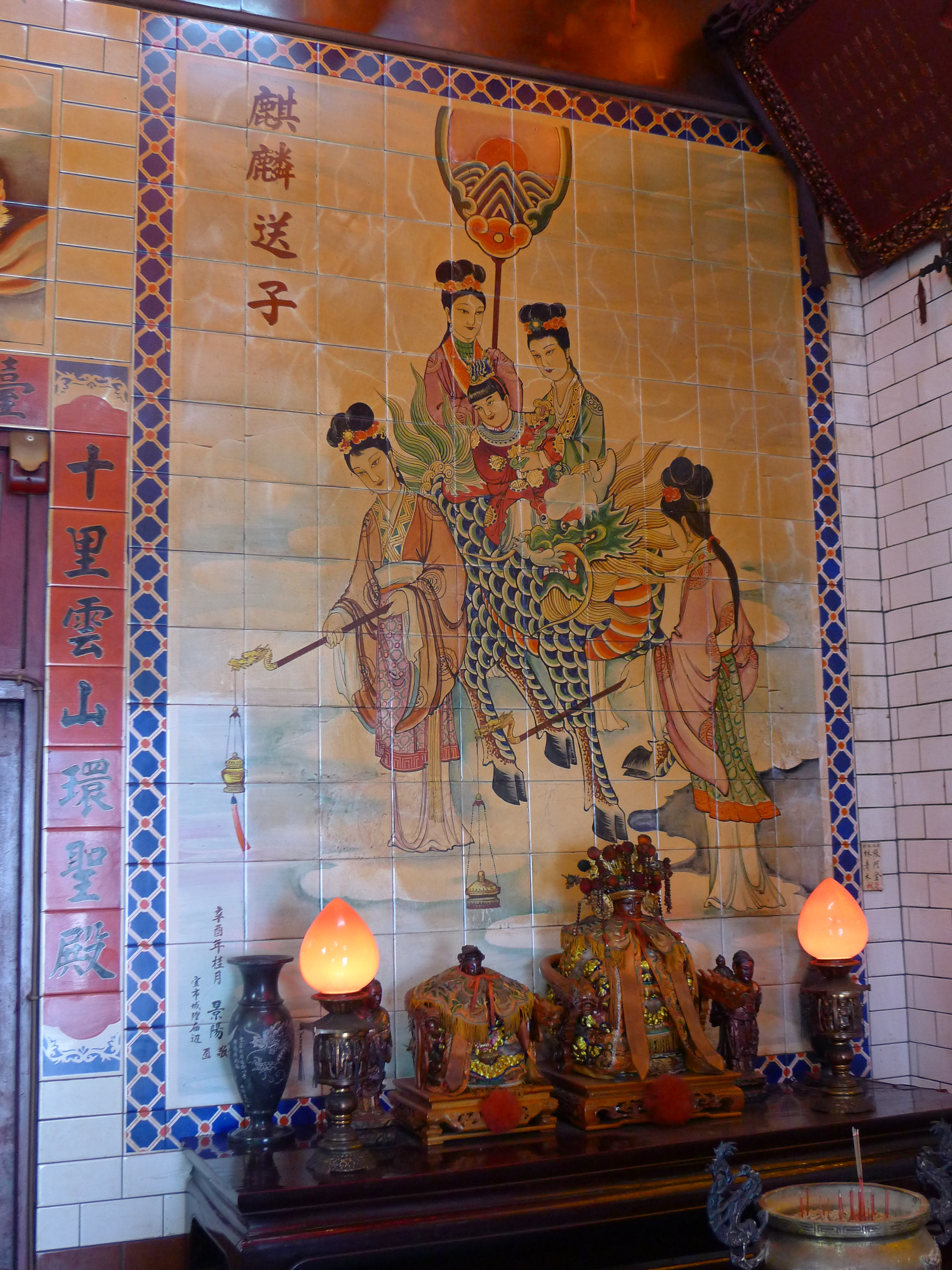

麒麟送子是一個成語，也是中國傳統吉祥圖案之一。

## 典故
孔子之父叔梁纥原来只有孔皮这一个患有足疾的男孩，按周朝礼法制度失去爵位成为平民，不能承担祀事主祭叔梁纥。所以叔梁纥晚年娶颜徵在，生子孔丘，也就是孔子。民间传说颜徵在孕时梦见麒麟于笙乐中吐玉书于家，上书：“水精之子，系衰周而素王。”，意思就是此子为天水之子，是王侯的种子，生不逢时，只能做没有王位的素王。第二天孔子就诞生了，这就是“麒麟送子”的来源， 中国民间遂认为麒麟为仁义之兽，是吉祥的象征；积德人家求拜麒麟可生育得子。其图为麒麟驮着一个双手分执莲藕和笙的男童，取“莲(连)笙(生)贵子”的谐音。